# Democritus (Mondkrater)
Democritus ist ein Einschlagkrater am nördlichen Rand der Mondvorderseite. 
Der Krater Democritus liegt östlich des Kraters Kane und nördlich von Gärtner am nördlichen Rand des Mare Frigoris. 
Das Kraterinnere weist einen zirka 820 m hohen Zentralberg auf.
Die Entstehungszeit des Kraters fällt in die spät-imbrische Periode.
| Buchstabe | Position           | Durchmesser | Link |
| --------- | ------------------ | ----------- | ---- |
| A         | 61,58° N, 32,43° O | 10 km       |      |
| B         | 60,05° N, 28,62° O | 12 km       |      |
| D         | 62,93° N, 31,19° O | 7 km        |      |
| K         | 63,12° N, 40,76° O | 7 km        |      |
| L         | 63,37° N, 39,48° O | 17 km       |      |
| M         | 63,58° N, 37,07° O | 6 km        |      |
| N         | 63,72° N, 34,39° O | 15 km       |      |

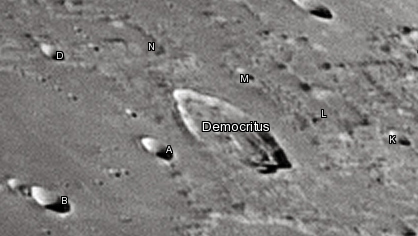
Democritus und seine Nebenkrater

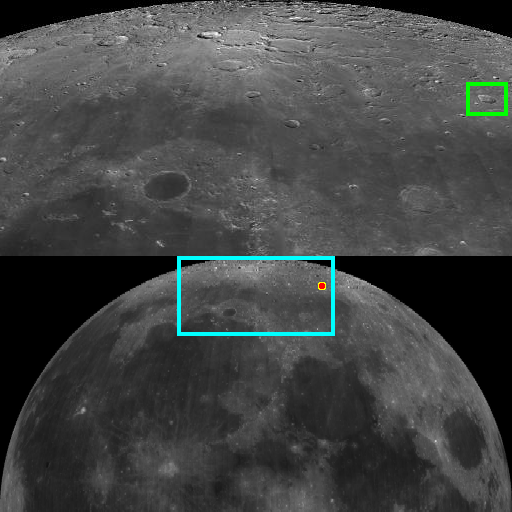
Lage von Democritus

Der Krater wurde 1935 von der IAU nach dem griechischen Philosophen Demokrit von Abdera offiziell benannt.